# Platictènides
Els platictènides (Platyctenida) són un ordre de ctenòfors de la classe dels tentaculats, molt particular a causa del seu hàbitat bentònic. Es considera un grup filogenèticament jove i es creu que deriven d'una forma ancestral de l'ordre Cydippida.
Els platictènides mesuren fins a 15 cm. Tenen el cos una mica aplanat dorsoventralment i, secundàriament, poden tenir simetria bilateral. S'assemblen molt als nudibranquis o platihelmints i sovint se'ls confon amb ells. Totes les espècies menys una, no tenen les fileres ciliades de pintes que distingeixen els ctenòfors, però sí posseeixen el parell de tentacles amb tentil·les i col·loblasts adhesius. També són característics dels ctenòfors els porus al llarg de la superfície dorsal.
En general, viuen sobre roques, algues, corall tou o en la superfície corporal d'altres invertebrats, com el gènere Coeloplana que habita sobre certes espècies d'equinoderms i cnidaris. Tendeixen a ser ectosimbióticos amb els organismes en què viuen. Sovint es reconeixen pels seus llargs tentacles amb moltes branques laterals, les quals es veuen des de la part posterior de l'animal i en direcció cap el corrent. S'adhereixen i arrosseguen sobre les superfícies tot evertint la faringe i usant-la com un "peu" muscular.

## Taxonomia
L'ordre Platyctenida inclou sis famílies i un total de 49 espècies:
- Família Coeloplanidae Willey, 1896
- Família Ctenoplanidae Willey, 1896
- Família Lyroctenidae Komai, 1942
- Família Platyctenidae
- Família Savangiidae Harbison & Madin, 1982
- Família Tjalfiellidae Komai, 1922